# 829

## Události
- konala se velká reformní synoda v Paříži, která mimo jiné považovala křest mimo velikonoční a letniční termín za neregulerní

## Hlavy státu
- Papež – Řehoř IV.
- Anglie
  - Wessex a Kent – Egbert
  - Mercie – Wiglaf » Egbert
- Franská říše – Ludvík I. Pobožný + Lothar I. Franský
- První bulharská říše – Omurtag
- Byzanc – Michael II. – Theofilos
- Svatá říše římská – Ludvík I. Pobožný + Lothar I. Franský